# Hilde Maroff

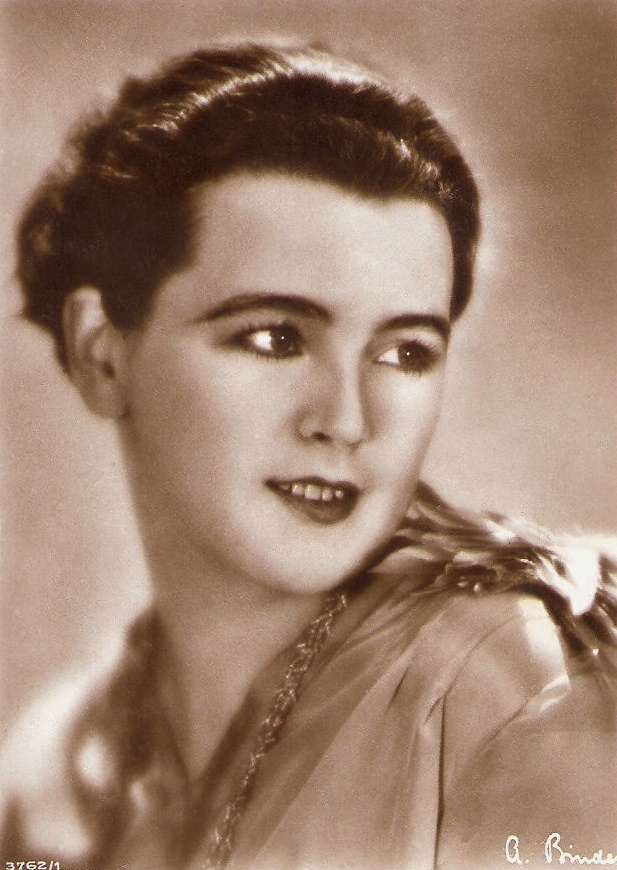
Hilde Maroff auf einer Fotografie von Alexander Binder

Hildegard Maroff (* 5. Juni 1904 in Berlin; † 15. September 1984 ebenda) war eine deutsche Schauspielerin.

## Leben
Sie stand schon 15-jährig in einer kleinen Pagenrolle auf der Bühne und nahm anschließend Schauspielunterricht bei Meinhardt Bernauer. Nach einer darauffolgenden Tanzausbildung waren das Komödienhaus und das Berliner Theater ihre ersten Bühnenstationen.
Ihre erste größere Filmrolle erhielt sie 1926 in Kubinke, der Barbier, und die drei Dienstmädchen, wo sie neben Erika Glässner und Käthe Haack eines der drei Dienstmädchen um den Barbier Kubinke (Werner Fuetterer) darstellte. Sie trat auch in Kabaretts auf.
1929 heiratete sie Dr. Kurt Bosse und unterbrach vorübergehend ihre Karriere. Von ihren drei Kindern Ilse (* 1929), Peter (* 1931) und Barbara (* 1935) wurde Peter Bosse schon als Vierjähriger ein Kinderstar, den Hilde Maroff managte.
Sie übernahm nun auch wieder kleinere Rollen und spielte dreimal an der Seite ihres Sohnes. Nach Kriegsende musste sie, da ihr Mann gefallen war, allein für ihre Kinder sorgen. Sie betätigte sich als Regisseurin an der Berliner Märchenbühne und leitete das Kinder-Schauspielstudio. Außerdem spielte sie kleine Rollen am Theater am Schiffbauerdamm, dort auch mit ihren Kindern Peter und Barbara, sowie am Schillertheater.
Tochter Barbara wurde Tänzerin bei Mary Wigman. Hilde Maroff starb 80-jährig nach langer, schwerer Krankheit und fand auf dem Dorotheenstädtischen Friedhof ihre letzte Ruhestätte.

## Filmografie (Auswahl)
- 1922: Pömperlis Kampf mit dem Schneeschuh
- 1925: Der Bastard
- 1926: Der Liebe Lust und Leid
- 1926: Kubinke, der Barbier, und die drei Dienstmädchen
- 1926: Die Piraten der Ostseebäder
- 1927: Das Erwachen des Weibes
- 1927: Der Kavalier vom Wedding
- 1927: Liebelei
- 1927: Versiegelte Lippen (Förseglade läppar)
- 1927: Männer vor der Ehe
- 1927: Schwere Jungen – leichte Mädchen
- 1927: Der Soldat der Marie
- 1928: Hell in Frauensee
- 1928: Freiwild
- 1928: Ossi hat die Hosen an
- 1928: Notschrei hinter Gittern
- 1928: Fräulein Chauffeur
- 1928: Schenk mir das Leben
- 1929: Die lustigen Vagabunden
- 1929: Známosti z ulice (Straßenbekanntschaften)
- 1929: Mutterliebe
- 1932: Zwei reparieren sich durch
- 1932: Das Abenteuer der Thea Roland
- 1932: Drei von der Stempelstelle
- 1933: Es war einmal ein Musikus
- 1933: Was Frauen träumen
- 1934: Der Herr Senator. Die fliegende Ahnfrau
- 1935: Ein idealer Gatte
- 1936: Das Gäßchen zum Paradies
- 1937: Mutterlied (Solo per te)
- 1938: Die Frau am Scheidewege (Asszony a válaszúton)